# Ten Mile Lake (Cass County)
Ten Mile Lake is een meer in de Amerikaanse staat Minnesota, in Cass County. Het meer wordt door een bron gevoed en is het diepste natuurlijke meer binnen de grenzen van Minnesota. Ten Mile Lake staat bekend om zijn heldere en schone water. Het riviertje Boy River wordt gevoed door Ten Mile Lake en stroomt via enkele andere meren uit in de Mississippi.
De naam van het meer verwijst naar de afstand van 10 mijl tussen het meer en het agentschap van het Leech Lake Indianenreservaat.
De oevers van het meer zijn voornamelijk in privé-bezit. Verschillende resorts bieden de mogelijkheid om als toerist aan het meer te verblijven.
Om het ecosysteem van Ten Mile Lake te beschermen, worden maatregelen genomen om een oorspronkelijk uit Europa afkomstige watervlo tegen te houden. Maatregelen om de invasieve driehoeksmossel buiten de deur te houden hadden onvoldoende effect: in oktober 2019 zijn alsnog larven van deze mossel ontdekt.